# Мигел Соколовић
Мигел Анхел Соколовић (шп. Miguel Angel Socolovich; Каракас, 24. јул 1986) је венецуелански играч бејзбола српског порекла који игра на позицији бацача.

## Каријера
Након завршене средње школе Бенито Хуарез, Соколовић потписује уговор са Бостон редсоксима 2004. као слободан агент, али им се придружује тек 2006. године. У јануару 2008. трејдован је у Чикаго вајтсоксе, за чију ће организацију играти наредне четири сезоне. После завршене сезоне, 2011. постаје слободан агент и 21. новембра потписује за Балтимор ориолсе. Дебитује у Главној лиги бејзбола 14. јула 2012.године. За Балтимор је забележио шест наступа пре него што је 14. августа добио рок од 10 дана да напусти клуб. Прелази 23. августа у Чикаго кјубсе, али се ту није много задржао и већ 15. новембра потиписује за јапанску Хирошиму Тојо Карп. Следеће године се враћа у САД и постаје играч Њујорк метса, да би 11. новембра 2014. године прешао у Сент Луис кардиналсе. Такође, за време зимских месеци наступа у Венецуели за екипу Каракас лајонси.